# Seznam polkov po zaporednih številkah (450. - 499.)
Seznam polkov po zaporednih številkah - polki od 450. do 499.

## 450. polk
Pehotni
- 450. strelski polk (ZSSR)

Artilerijski
- 450. polk korpusne artilerije (ZSSR)

## 451. polk
Pehotni
- 451. strelski polk (ZSSR)
- 451. pehotni polk (Wehrmacht)
- 451. grenadirski polk (Wehrmacht)

Artilerijski
- 451. lahki artilerijski polk (ZSSR)

## 452. polk
Pehotni
- 452. strelski polk (ZSSR)
- 452. pehotni polk (Wehrmacht)

Artilerijski
- 452. artilerijski polk (ZSSR)

## 453. polk
Pehotni
- 453. strelski polk (ZSSR)
- 453. pehotni polk (Wehrmacht)
- 453. grenadirski polk (Wehrmacht)

Artilerijski
- 453. lahki artilerijski polk (ZSSR)

## 454. polk
Pehotni
- 454. strelski polk (ZSSR)
- 454. pehotni polk (Wehrmacht)
- 454. grenadirski polk (Wehrmacht)

Artilerijski
- 454. protiletalski artilerijski polk (ZSSR)

## 455. polk
Pehotni
- 455. strelski polk (ZSSR)
- 455. pehotni polk (Wehrmacht)

Artilerijski
- 455. polk korpusne artilerije (ZSSR)

## 456. polk
Pehotni
- 456. strelski polk (ZSSR)
- 456. pehotni polk (Wehrmacht)
- 456. grenadirski polk (Wehrmacht)

Artilerijski
- 456. polk korpusne artilerije (ZSSR)

## 457. polk
Pehotni
- 457. strelski polk (ZSSR)
- 457. pehotni polk (Wehrmacht)
- 457. grenadirski polk (Wehrmacht)

Artilerijski
- 457. polk korpusne artilerije (ZSSR)

## 458. polk
Pehotni
- 458. strelski polk (ZSSR)
- 458. pehotni polk (Wehrmacht)
- 458. grenadirski polk (Wehrmacht)

Artilerijski
- 458. polk korpusne artilerije (ZSSR)

## 459. polk
Pehotni
- 459. strelski polk (ZSSR)
- 459. pehotni polk (Wehrmacht)
- 459. grenadirski polk (Wehrmacht)

Artilerijski
- 459. havbični artilerijski polk (ZSSR)

## 460. polk
Pehotni
- 460. strelski polk (ZSSR)
- 460. pehotni polk (Wehrmacht)
- 460. grenadirski polk (Wehrmacht)

Artilerijski
- 460. polk korpusne artilerije (ZSSR)

Inženirski/Pionirski
- 460. deželnostrelski artilerijski polk (Wehrmacht)

## 461. polk
Pehotni
- 461. strelski polk (ZSSR)
- 461. pehotni polk (Wehrmacht)
- 461. grenadirski polk (Wehrmacht)

Artilerijski
- 461. havbični artilerijski polk (ZSSR)

## 462. polk
Pehotni
- 462. strelski polk (ZSSR)
- 462. pehotni polk (Wehrmacht)
- 462. grenadirski polk (Wehrmacht)

Artilerijski
- 462. polk korpusne artilerije (ZSSR)

## 463. polk
Pehotni
- 463. strelski polk (ZSSR)
- 463. pehotni polk (Wehrmacht)
- 463. grenadirski polk (Wehrmacht)

Artilerijski
- 463. artilerijski polk (ZSSR)

## 464. polk
Pehotni
- 464. strelski polk (ZSSR)
- 464. pehotni polk (Wehrmacht)
- 464. grenadirski polk (Wehrmacht)

Artilerijski
- 464. havbični artilerijski polk (ZSSR)

## 465. polk
Pehotni
- 465. strelski polk (ZSSR)
- 465. pehotni polk (Wehrmacht)
- 465. grenadirski polk (Wehrmacht)

Artilerijski
- 465. havbični artilerijski polk (ZSSR)

## 466. polk
Pehotni
- 466. strelski polk (ZSSR)
- 466. pehotni polk (Wehrmacht)
- 466. grenadirski polk (Wehrmacht)

Artilerijski
- 466. artilerijski polk (ZSSR)

## 467. polk
Pehotni
- 467. strelski polk (ZSSR)
- 467. pehotni polk (Wehrmacht)
- 467. grenadirski polk (Wehrmacht)

Artilerijski
- 467. polk korpusne artilerije (ZSSR)

## 468. polk
Pehotni
- 468. strelski polk (ZSSR)
- 468. pehotni polk (Wehrmacht)
- 468. grenadirski polk (Wehrmacht)

Artilerijski
- 468. polk korpusne artilerije (ZSSR)

## 469. polk
Pehotni
- 469. strelski polk (ZSSR)
- 469. pehotni polk (Wehrmacht)
- 469. grenadirski polk (Wehrmacht)

Artilerijski
- 469. havbični artilerijski polk (ZSSR)

## 470. polk
Pehotni
- 470. strelski polk (ZSSR)
- 470. pehotni polk (Wehrmacht)
- 470. grenadirski polk (Wehrmacht)

Artilerijski
- 470. artilerijski polk (ZSSR)

## 471. polk
Pehotni
- 471. strelski polk (ZSSR)
- 471. pehotni polk (Wehrmacht)
- 471. grenadirski polk (Wehrmacht)

Artilerijski
- 471. polk korpusne artilerije (ZSSR)

## 472. polk
Pehotni
- 472. strelski polk (ZSSR)
- 472. pehotni polk (Wehrmacht)
- 472. grenadirski polk (Wehrmacht)

Artilerijski
- 472. lahki artilerijski polk (ZSSR)

## 473. polk
Pehotni
- 473. pehotni polk (ZDA)
- 473. strelski polk (ZSSR)
- 473. pehotni polk (Wehrmacht)
- 473. grenadirski polk (Wehrmacht)

Artilerijski
- 473. havbični artilerijski polk (ZSSR)

## 474. polk
Pehotni
- 474. strelski polk (ZSSR)
- 474. pehotni polk (Wehrmacht)
- 474. grenadirski polk (Wehrmacht)

Artilerijski
- 474. protiletalski artilerijski polk (ZSSR)

## 475. polk
Pehotni
- 475. strelski polk (ZSSR)
- 475. pehotni polk (Wehrmacht)
- 475. grenadirski polk (Wehrmacht)

Artilerijski
- 475. lahki artilerijski polk (ZSSR)

## 476. polk
Pehotni
- 476. strelski polk (ZSSR)
- 476. pehotni polk (Wehrmacht)
- 476. grenadirski polk (Wehrmacht)

Artilerijski
- 476. havbični artilerijski polk (ZSSR)

## 477. polk
Pehotni
- 477. strelski polk (ZSSR)
- 477. pehotni polk (Wehrmacht)
- 477. grenadirski polk (Wehrmacht)

Artilerijski
- 477. havbični artilerijski polk (ZSSR)
- 477. artilerijski polk (Wehrmacht)

## 478. polk
Pehotni
- 478. strelski polk (ZSSR)
- 478. pehotni polk (Wehrmacht)
- 478. grenadirski polk (Wehrmacht)

Artilerijski
- 478. havbični artilerijski polk (ZSSR)

## 479. polk
Pehotni
- 479. strelski polk (ZSSR)
- 479. pehotni polk (Wehrmacht)
- 479. grenadirski polk (Wehrmacht)

Artilerijski
- 479. protiletalski artilerijski polk (ZSSR)

## 480. polk
Pehotni
- 480. strelski polk (ZSSR)
- 480. pehotni polk (Wehrmacht)
- 480. grenadirski polk (Wehrmacht)

Artilerijski
- 480. havbični artilerijski polk (ZSSR)

## 481. polk
Pehotni
- 481. strelski polk (ZSSR)
- 481. pehotni polk (Wehrmacht)
- 481. grenadirski polk (Wehrmacht)

Artilerijski
- 481. havbični artilerijski polk (ZSSR)

## 482. polk
Pehotni
- 482. strelski polk (ZSSR)
- 482. pehotni polk (Wehrmacht)
- 482. grenadirski polk (Wehrmacht)

Artilerijski
- 482. artilerijski polk (ZSSR)

## 483. polk
Pehotni
- 483. strelski polk (ZSSR)
- 483. pehotni polk (Wehrmacht)
- 483. grenadirski polk (Wehrmacht)

Artilerijski
- 483. artilerijski polk (ZSSR)

## 484. polk
Pehotni
- 484. strelski polk (ZSSR)
- 484. pehotni polk (Wehrmacht)
- 484. grenadirski polk (Wehrmacht)

Artilerijski
- 484. lahki artilerijski polk (ZSSR)

## 485. polk
Pehotni
- 485. pehotni polk (ZDA)
- 485. strelski polk (ZSSR)
- 485. pehotni polk (Wehrmacht)
- 485. grenadirski polk (Wehrmacht)

Artilerijski
- 485. protiletalski artilerijski polk (ZSSR)
- 485. artilerijski polk (Wehrmacht)

## 486. polk
Pehotni
- 486. strelski polk (ZSSR)
- 486. pehotni polk (Wehrmacht)
- 486. grenadirski polk (Wehrmacht)

Artilerijski
- 486. havbični artilerijski polk (ZSSR)

## 487. polk
Pehotni
- 487. strelski polk (ZSSR)
- 487. pehotni polk (Wehrmacht)
- 487. grenadirski polk (Wehrmacht)

Artilerijski
- 487. havbični artilerijski polk (ZSSR)

## 488. polk
Pehotni
- 488. strelski polk (ZSSR)
- 488. pehotni polk (Wehrmacht)
- 488. grenadirski polk (Wehrmacht)

Artilerijski
- 488. polk korpusne artilerije (ZSSR)

## 489. polk
Pehotni
- 489. strelski polk (ZSSR)
- 489. pehotni polk (Wehrmacht)
- 489. grenadirski polk (Wehrmacht)

Artilerijski
- 489. havbični artilerijski polk (ZSSR)

## 490. polk
Pehotni
- 490. strelski polk (ZSSR)
- 490. pehotni polk (Wehrmacht)
- 490. grenadirski polk (Wehrmacht)

Artilerijski
- 490. havbični artilerijski polk (ZSSR)

## 491. polk
Pehotni
- 491. strelski polk (ZSSR)

Artilerijski
- 491. havbični artilerijski polk (ZSSR)

## 492. polk
Pehotni
- 492. strelski polk (ZSSR)
- 492. grenadirski polk (Wehrmacht)

Artilerijski
- 492. havbični artilerijski polk (ZSSR)

## 493. polk
Pehotni
- 493. strelski polk (ZSSR)
- 493. grenadirski polk (Wehrmacht)

Artilerijski
- 493. havbični artilerijski polk (ZSSR)

## 494. polk
Pehotni
- 494. strelski polk (ZSSR)

Artilerijski
- 494. lahki artilerijski polk (ZSSR)

## 495. polk
Pehotni
- 495. strelski polk (ZSSR)
- 495. grenadirski polk (Wehrmacht)

Artilerijski
- 495. havbični artilerijski polk (ZSSR)

## 496. polk
Pehotni
- 496. strelski polk (ZSSR)

Artilerijski
- 496. havbični artilerijski polk (ZSSR)

## 497. polk
Pehotni
- 497. strelski polk (ZSSR)
- 497. pehotni polk (Wehrmacht)
- 497. grenadirski polk (Wehrmacht)

Artilerijski
- 497. havbični artilerijski polk (ZSSR)

## 498. polk
Pehotni
- 498. strelski polk (ZSSR)

Artilerijski
- 498. havbični artilerijski polk (ZSSR)

## 499. polk
Pehotni
- 499. strelski polk (ZSSR)
- 499. pehotni polk (Wehrmacht)
- 499. grenadirski polk (Wehrmacht)

Artilerijski
- 499. artilerijski polk (ZSSR)